# Xian de Yichuan (Shaanxi)
Pour les articles homonymes, voir Yichuan.
Le xian de Yichuan (宜川县 ; pinyin : Yíchuān Xiàn) est un district administratif de la province du Shaanxi en Chine. Il est placé sous la juridiction de la ville-préfecture de Yan'an.

## Démographie
La population du district était de 114 796 habitants en 1999.